# Claudette Colvin
Claudette Colvin, född den 5 september 1939 i USA, är en pionjär inom den amerikanska medborgarrättsrörelsen. Hon växte upp i ett fattigt område i Montgomery, Alabama.
Den 2 mars 1955 arresterades Colvin efter att ha vägrat lyda chaufförens order om ge upp sitt säte på en buss till en vit kvinna. Colvin hävdade för chauffören och senare de två poliser som arresterade henne att hon hade rätt att sitta på platsen och att segregationen i Montgomerys bussar var olaglig. Rosa Parks organiserade stöd för Colvin inför rättegången och bad henne berätta för andra i medborgarrättsrörelsen om denna form av civil olydnad. Nio månader senare, 1 december 1955, utförde Rosa Parks samma form av civil olydnad.

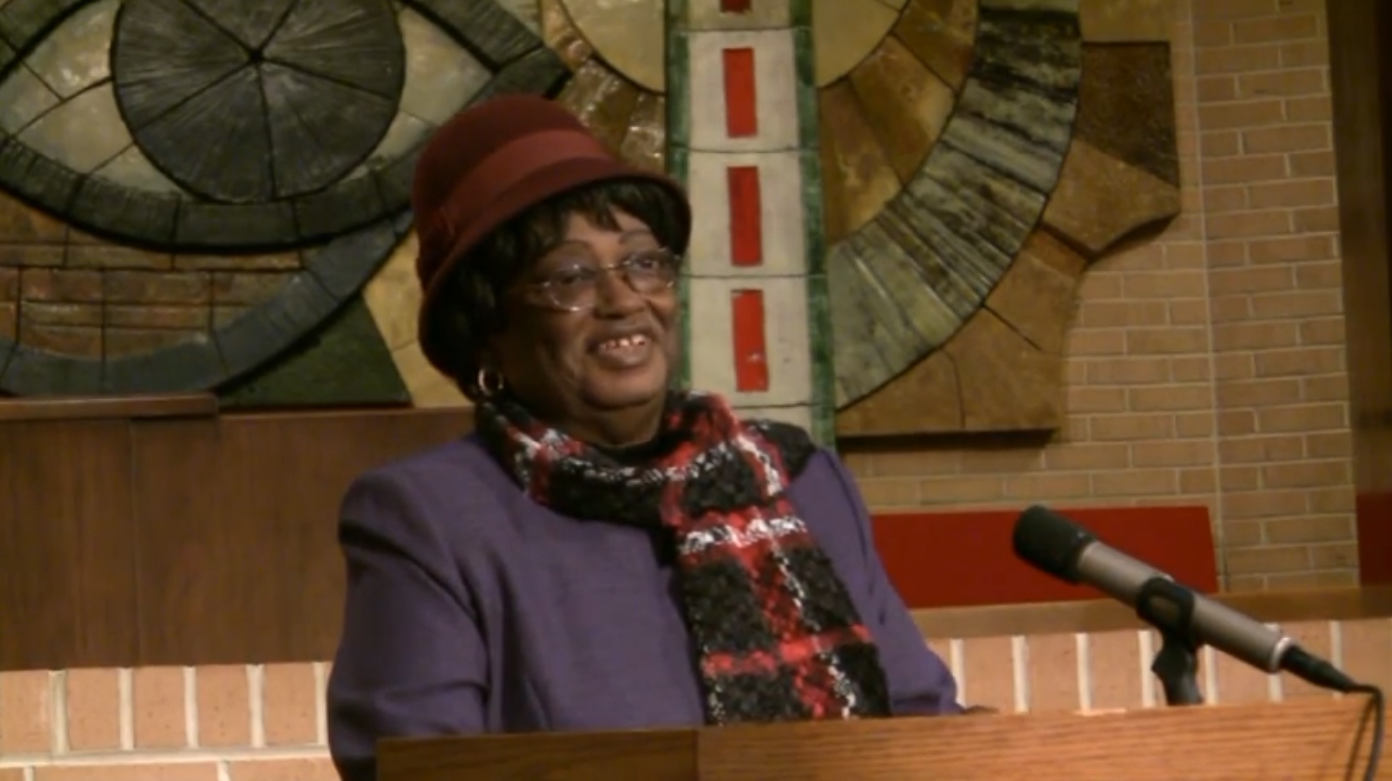
Claudette Colvin 2014

Boken Claudette Colvin, Twice Toward Justice av Phillip Hoose handlar om Colvin.
Som vuxen arbetade hon i 35 år som undersköterska.